# Caminhando na chuva
Caminhando na Chuva é um romance de ficção escrito por Charles Kiefer e lançado em 1982.

## Enredo
O livro reconta de forma fragmentada a infância e adolescência de Túlio Schüster: um descendente de alemão vivendo em Pau D'Arco. Túlio visa cronicar sua vida na esperança de reter sua personalidade antes de partir para a cidade grande.
Ao decorrer do livro, ele narra antigas amizades, suas férias escolares, os relacionamentos com aqueles a sua volta, e seu primeiro amor: Rosane.
Com a progressão da narrativa, Túlio cresce como pessoa. No início, um menino tímido e pensativo, melancólico com a separação de Rosane por seu pai, ele se torna um homem disposto a lutar pelo seu amor.